# Марен Мішле
Марен Бастін Галс Мішле (26 травня 1869 — 5 лютого 1932) була першою норвезькою вчителькою в американській середній школі та пропагандистом скандинавської культури. Вона також була прикладом для наслідування для вчителів скандинавських мов, коли у США запровадили тримовну систему освіти (своєї країни, домівки іммігрантів, для професійних цілей).

## Ранні роки
Марен Бастін Галс Мішле народилася 26 травня 1869 року у сім'ї Нільса Крістіана Мішле (1838—1920), колишнього заступника митника та адвоката у Міннеаполісі, та Йоганни Галс (1836—1920). Сім'я Мішле переїхала до Міннеаполіса з Меномоні, штат Вісконсин. У Марен було три брати: Саймон Темструп (нар. 1871), секретар сенатора Кнута Нельсона, Вільгельм Людвіг Крістіан (1873—1946) і Уве Галс Жан (нар. 1865). Вона жила з батьками у Міннеаполісі, і навчалася в Університеті Міннесоти.

## Кар'єра
Марен Мішле була вчителем скандинавських мов у Міннеаполісі, штат Міннесота, вона стала першим учителем норвезької мови у державній середній школі США. Протягом 1906—1910 років доктор Дж. Н. Ленкер розпочав кампанію за тримовну освіту — своєї країни, домівки іммігрантів, для професійних цілей. Скандинавське походження Мішле стало важливим для її роботи вчителя, коли шкільна рада Міннеаполіса вирішила включити північні мови до звичайної навчальної програми.
За її опитуванням 1917 року опитування: зі 168 середніх шкіл з якими зв'язались скандинавською мовою 73 відповіли. 43 школи у 7 штатах навчали норвезькою мовою 1380 учнів, а 20 шкіл у 3 штатах — шведською мовою 918 учнів.
Мішле завзято пропагандувала скандинавську культуру. У 1917 році вона приєдналася до Товариства сприяння скандинавістиці. У 1923 році її обрали міністром освіти.
Головним центром норвезьких досліджень у середній школі у 1925 році був Міннеаполіс. Мішле стала одним із чотирьох цитованих вчителів. У 1925 році Мішле отримала нагороду від короля Норвегії Гокона VII.

## Праці
У 1914 році Марен Мішле опублікувала «First Year Norse», підручник для середньої школи з граматики норвезької мови.
У 1916 році Мішле опублікувала «Glimpses from Agnes Mathilde Wergeland's life», переклад «Glimt fra Agnes Mathilde Wergelands liv», біографію Агнес Верґеланн, норвезько-американського історика, поетеси та педагога та першої жінки, яка здобула докторський ступінь у Норвегії.
Вона також проводила опитування щодо шкіл, готувала курсові дослідження та редагувала версію Генріка Ібсена «Terje viken».

## Смерть
Марен Мішле померла 5 лютого 1932 року. Вона похована на цвинтарі Лейквуд, Міннеаполіс.